# 西班牙式三條旗

西班牙國旗的規格

西班牙式三條旗（英語：Spanish fess），又稱西班牙中帶，是旗幟學中的一種設計形式，屬於三條旗的一種，並且以西班牙國旗為最具代表性，西班牙國旗由三條橫條紋組成，分別為紅色、黃色和紅色，其中黃色條紋的寬度是紅色條紋寬度的兩倍。

## 例子

### 國旗

柬埔寨國旗
寮國國旗
黎巴嫩國旗
西班牙國旗
庫班國旗（1919年-1920年）

### 行政區旗

法屬玻里尼西亞旗幟
卡爾梅克共和國國旗（1992年-1993年）
克拉斯諾達爾邊疆區區旗
馬里埃爾共和國國旗（1992年-2006年）
莫爾多瓦共和國國旗
梁贊州州旗

## 類似例子

### 國旗

貝里斯國旗
哥斯大黎加國旗
以色列國旗
利比亞國旗
茅利塔尼亞國旗
朝鮮民主主義人民共和國國旗
普魯士國旗（1892年-1918年）
蘇利南國旗
塔吉克國旗
泰國國旗
北賽普勒斯國旗
賽普勒斯國旗（未使用）

### 行政區旗

亞松森市旗
克里米亞國旗
庫納雅拉特區區旗
印古什共和國國旗
馬里埃爾共和國國旗（2006年-2011年）
馬里埃爾共和國國旗（2006年-2011年）

### 軍旗

庫納革命軍軍旗（1925年）